# Andorra durant la Revolució Francesa
La Revolució Francesa tingué tres grans conseqüències per al sòl andorrà. En primer lloc, el monarca francès és decapitat i la població francesa veu nàixer una República sota la qual es promou un règim del tot diferent que aboleix el feudalisme i promou la Declaració dels Drets Humans. Això significà que Andorra passà de tenir un monarca a un president amb el temps com a copríncep.
En segon lloc, i en coherència amb el nou règim establert a França, el departament de l'Arieja estripa el Pariatge en haver-se abolit el feudalisme a França. Això significà el trencament per primera vegada a la història d'ençà el 1288 del coprincipat. El sistema de coprincipat fou usat precisament per Andorra amb l'objectiu d'evitar les ingerències hispàniques. Però, el trencament d'aquest contracte de caràcter feudal, provocà que Andorra passés simplement a formar part del projecte hispànic.
Per evitar-ho la diplomàcia andorrana engega tota una estratègia per a tornar a restablir el contracte. Així, el cònsol i després emperador, Napoleó Bonaparte, amb un decret a la mà, decideix restablir el Pariatge. És així perquè l'emperador tornà a posar en vigència el projecte de l'absolutisme francès de l'existència d'unes suposades "fronteres naturals franceses".
Aquestes fronteres "naturals" havien de tenir Catalunya dins de l'imperi francès com a departament més. Per tant, les guerres que Napoleó va promoure a Europa per imposar una dictadura jacobista a tot el continent, significà per a Andorra la seva annexió per part de França. L'Estat francès incorporà Catalunya dins de França i la dividí en tres departaments. Dins d'aquests Andorra entrà a formar part del departament català del Segre.
En tercer lloc la Revolució Francesa posà en joc l'existència de règims liberals a Europa. El projecte hispànic adoptà el liberalisme amb el passatge de Napoleó per la península ibèrica. En cap moment Espanya deixa de banda l'imperi i mira en tot moment d'evitar qualsevol tipus de secessió de la naixent nació catalana i basca. Però, s'adapta al model liberal promogut des de França.
És així com el model absolutista i liberals entren en guerra a les anomenades guerres carlistes que tingueren una gran rereguarda a Andorra. Els andorrans donaren suport al carlisme perquè el carlisme defensava l'autonomia de les nacions de la península ibèrica i això topava amb el centralisme del liberalisme francohispànic. En conseqüència, Andorra esdevingué la rereguarda armamentística del carlisme a Catalunya i de forma general a tota la península ibèrica.

## Historiografia
El segle xix andorrà és el preludi del canvi i mereix una consideració especial. És un moment de transició, entre el món antic i la contemporaneïtat, segle de reformes, entre revoltes a l'andorrana i les influències divergents dels estats veïns, en una lluita per aconseguir la supremacia sobre el país.
El decret de restauració napoleònic i la Nova Reforma del 1866 han estat els moments considerats clau d'aquest segle. Però els episodis revolucionaris del 1868 i del 1888 i les seves conseqüències poden donar molt més joc, en ser els preludis de les grans transformacions del segle xx.

Un altre buit destacable és el paper de les grans famílies andorranes. Tot i que tenen les arrels de la seva puixança en els segles xvi i sobretot el XVIII, no és fins al segle xix que troben el punt d'eclosió, en un procés paral·lel d'obertura econòmica a nous mercats i de participació política. Malgrat l'enorme influència que van exercir sobre la vida política i econòmica del país, el seu paper i les seves dinàmiques concretes són encara una ombra a la historiografia d'Andorra, com a conseqüència, en part, de la dificultat per accedir a la documentació privada.
L'únic document realment destacable de període revolucionari és el Decret de 1801 signat per Napoleó Bonaparte.

## Repercussió de la Revolució Francesa sobre Andorra

### Decapitació del copríncep
La primera repercussió de la Revolució Francesa sobre Andorra és, sens dubte, la decapitació del rei i copríncep l'any 1793. La segona va ser el canvi de règim per als francesos. Passaven d'una monarquia absolutista al règim de república passant abans d'això per una monarquia constitucional. Els canvis de règims se succeeixen ràpidament a París mentre les monarquies miren amb ulls de preocupació tot allò que s'està produint a la Cort francesa. La Constitució proclamada pels revolucionaris, a més de reconèixer la Declaració de Drets Humans, marca el primer precedent dins el Dret Internacional.
Tot plegat té repercussions per Andorra, encara que indirectes:
- Andorra pateix progressivament d'una anomalia jurídica perquè el règim andorrà deixa de tenir sentit a l'època contemporània
- Arran de la revolució el copríncep d'Andorra passa a ser un president elegit per la població francesa

Les relacions entre República i Andorra deixen doncs de ser exactament les mateixes. La introducció de la ideologia de l'estat-nació xoca amb el sistema polític andorrà i de la mateixa manera, la tinença del títol de copríncep per part d'una República que ha abolit el feudalisme i la monarquia, posa i molt en entredit la presidència.

### El Decret de Napoleó

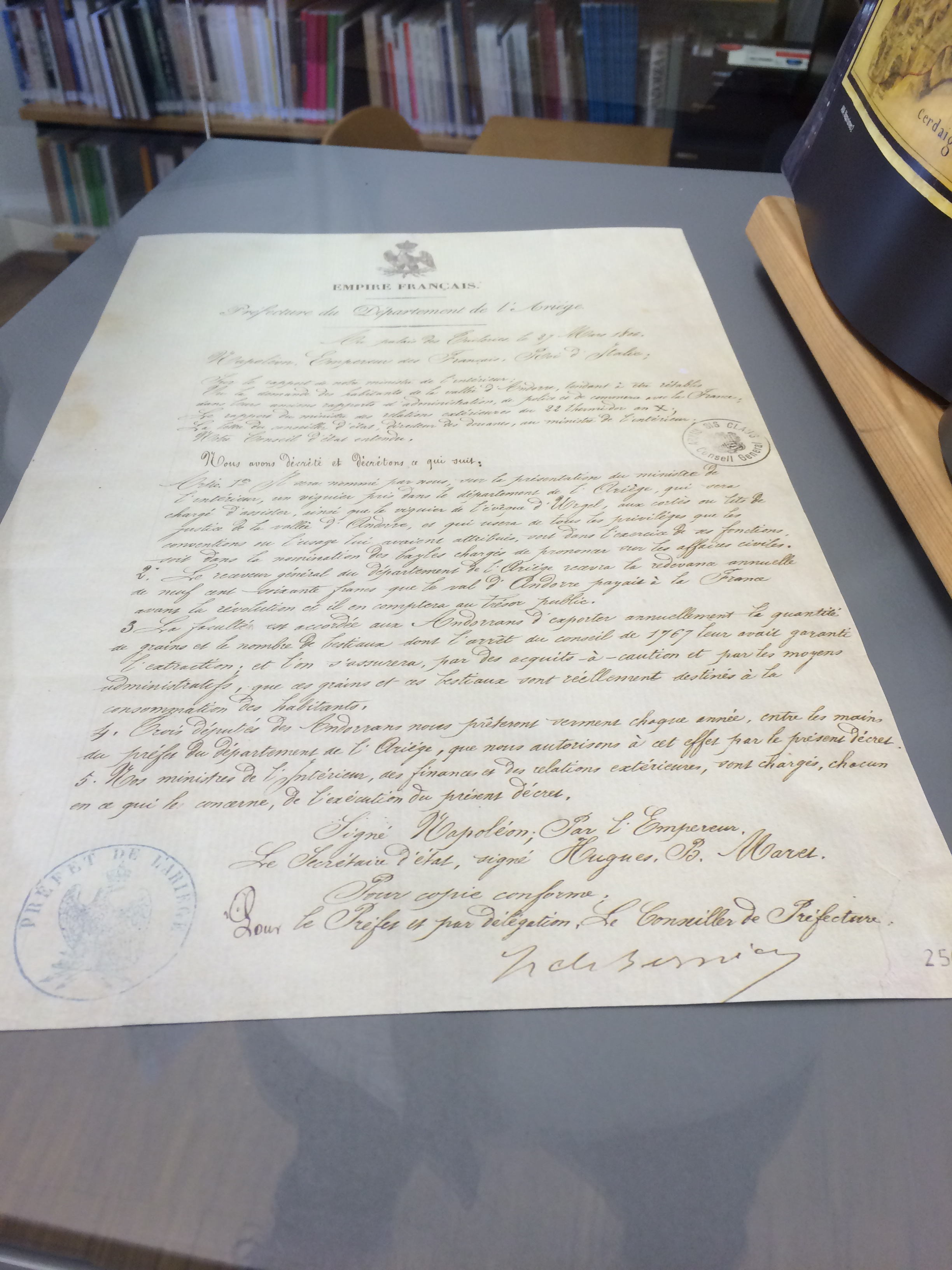
Decret de Napoleó Bonaparte amb el qual restablia el coprincipat d'Andorra

Tots aquests canvis inicialment només van afectar molt de lluny Andorra, però a mesura que s'avança cap al segle xix són cada cop més palpables. Els andorrans del segle xviii viuen en un país absolutament amagat entre muntanyes, poc obert, de fet molt aïllat, amb una societat estamental fortament arrelada i amb poques ganes d'obrir-se a l'exterior. Els canvis exteriors inevitablement havien d'arribar tard o d'hora al país.
L'any 1793 tenim la primera conseqüència. El prefecte de l'Arieja es nega a cobrar la quèstia que li porten els andorrans perquè la considerava un impost feudal i França és una república. Les autoritats revolucionàries renuncien al títol de copríncep, estripant d'aquesta manera per primer cop, després de cinc segles, el pariatge.
Això implicava per al país que quedava exclusivament sota el poder del bisbe d'Urgell, és a dir, de les ordres d'Espanya i perdia no tan sols els seus privilegis econòmics i fiscals, sinó que es trencava el sistema de coprincipat que garantia una certa autonomia amb què els andorrans podien viure de franquícies, etc.
Les revoltes a França no van deixar, en un primer moment, les autoritats andorranes cap marge d'actuació i van haver-se d'esperar. La població es va preocupar així doncs per sobreviure aïlladament. Només va ser a partir del 1801 quan es van iniciar els passos escaients per recuperar el coprincipat. La delegació andorrana que es va formar va preparar una sèrie d'arguments per presentar-los al copríncep francès. L'objectiu era de convèncer-lo de la necessitat de retornar a la situació anterior a la Revolució.
Els arguments principals foren: 
- que els andorrans veien amb disgust la situació creada l'any 1793 amb l'abolició de França amb el cobrament de la quèstia;
- que aquesta mesura deixava Andorra en mans urgellenques únicament;
- que a pesar del domini tàcit del bisbe, els andorrans sempre han mantingut neutralitat amb els conflictes franco-espanyols;
- que Andorra lamentava haver trencat el vincle amb França a causa d'una administració subalterna.

Napoleó Bonaparte cedeix i a través d'un decret l'any 1806 torna a enganxar els trossos trencats del Pariatge. Avui aquest decret aixeca moltes preguntes. La principal és comprendre el per què d'aquest Decret. Quins motius podia tenir Napoleó Bonaparte per fer-se càrrec d'un micro-territori amb estatut feudal, tot sabent que el seu, és el títol d'una República.
A vista d'allò que sabem actualment sobre els esdeveniments a Europa, podem dir que Napoleó Bonaparte tenia la intenció d'annexionar-se Andorra. Els revolucionaris reprengueren la teoria de les fronteres naturals de França i amb aquest objectiu la guerra es trasllada de França a la resta d'Europa amb intencions imperials. Les tropes de Napoleó s'annexionen el Sacre Imperi Romanogermànic, Flandes, Holanda, Suïssa o Luxemburg. Si ens fixem en la reconstrucció de territoris com el neerlandès o el luxemburguès, veiem una clara actitud de reconstruir les fronteres de Carlemany. Sobre aquest dibuix tenim les "fronteres naturals" desitjades per part dels revolucionaris.
Són fronteres amb què Napoleó i els revolucionaris pensen detenir els elements del poder fort i, d'aquesta manera, imperar a tot Europa. Sobre aquesta base, Andorra sembla tenir els mateixos lligams que Sant Marino i Liechtenstein. En efecte, Napoleó reconeix la independència de Leichtenstein i, després, l'incorpora dins la Confederació del Rin. Andorra rep el decret però amb la Guerra del francès, els revolucionaris annexionen Catalunya i a dins de Catalunya hi col·loquen Andorra. Andorra com l'Aran, queden dins del Departament del Segre, que juntament amb el Departament de Montserrat, el Ter i de les Boques de l'Ebre, constitueixen els nous departaments de França. Quelcom de similar esdevé a Flandes i Luxemburg. En aquest sentit, les tropes napoleòniques es fan amb Itàlia i, abans d'això, Napoleó decideix reconèixer la independència de Sant Marino.
L'interès de reconèixer la independència de San Marino degué de ser forçosament militar. El territori santmarinès és difícilment accessible. Es troba tot just entre una serralada muntanyenca i a pocs quilòmetres del mar. El mar és un punt important per al desenvolupament de les operacions militars, la serralada muntanyenca constitueix una barrera natural, que reforçada amb una d'artificial, torna el país en un punt estratègic. La majoria de petits països europeus presenten a la seva geografia característiques avantatjoses a nivell militar. Andorra en aquest cas ha estat des de la mateix prehistòria un punt de passatge entre dos grans medis. Podria haver estat de l'interès per part de Napoleó, tenir els andorrans de la seva banda per garantir-se l'accés cap a la península Ibèrica.
Després de la Revolució Francesa, el mateix ministre que jeia sota la República, es troba al Congrés de Viena defensant els petits estats de l'abús que podien fer-ne les grans potències. En haver-ho fet per una república i una monarquia alhora, es pot deduir que sota la monarquia com sota la república, la mirada vers els microestats és la mateixa a França. Napoleó feia de la geografia política, cosa que permet fer evident que aquesta defensa de la independència de microestats era una mostra de paternalisme. França reconeix la independència de Sant Marino i, en aquest sentit, la defensa, perquè vol tornar el microestat en un punt estratègic per posar peu sobre Itàlia.
Per tot plegat, es podria emetre la conclusió que el reconeixement de micro-estats com l'andorrà degué atendre a una estratègia calculada pel modus operandi de l'Emperador francès. Un modus operandi que si hagués continuat sense cap desfeta per part de Napoleó Bonaparte, hauria produït una vertadera annexió d'Andorra a França. L'emperador col·locà el seu germà a Espanya i al tractat de Fontainebleu s'hi preveia l'annexió de Portugal per part de Castella. És lògic pensar que, havent-hi un germà de l'emperador francès al tron hispànic i, havent-hi voluntat d'annexionar-se Portugal per mitjà d'una nova guerra entre Castella i Portugal, els revolucionaris francesos acabessin annexionant-se tota la península ibèrica i, d'aquesta manera, acomplir els projectes del net de Lluís XIV durant la Guerra de Successió Espanyola.
Atorgar la independència a territoris minúsculs tampoc no devia ser un gran traumatisme per a Napoleó perquè neix a Còrsega, nació que demana ser independent temps ençà. El general pot haver fins i tot persuadit la diplomàcia francesa de no presentar reticències sobre les independències de Liechtenstein o Sant Marino.

### La Bandera d'Andorra

Bandera d'Andorra amb els colors medievals.

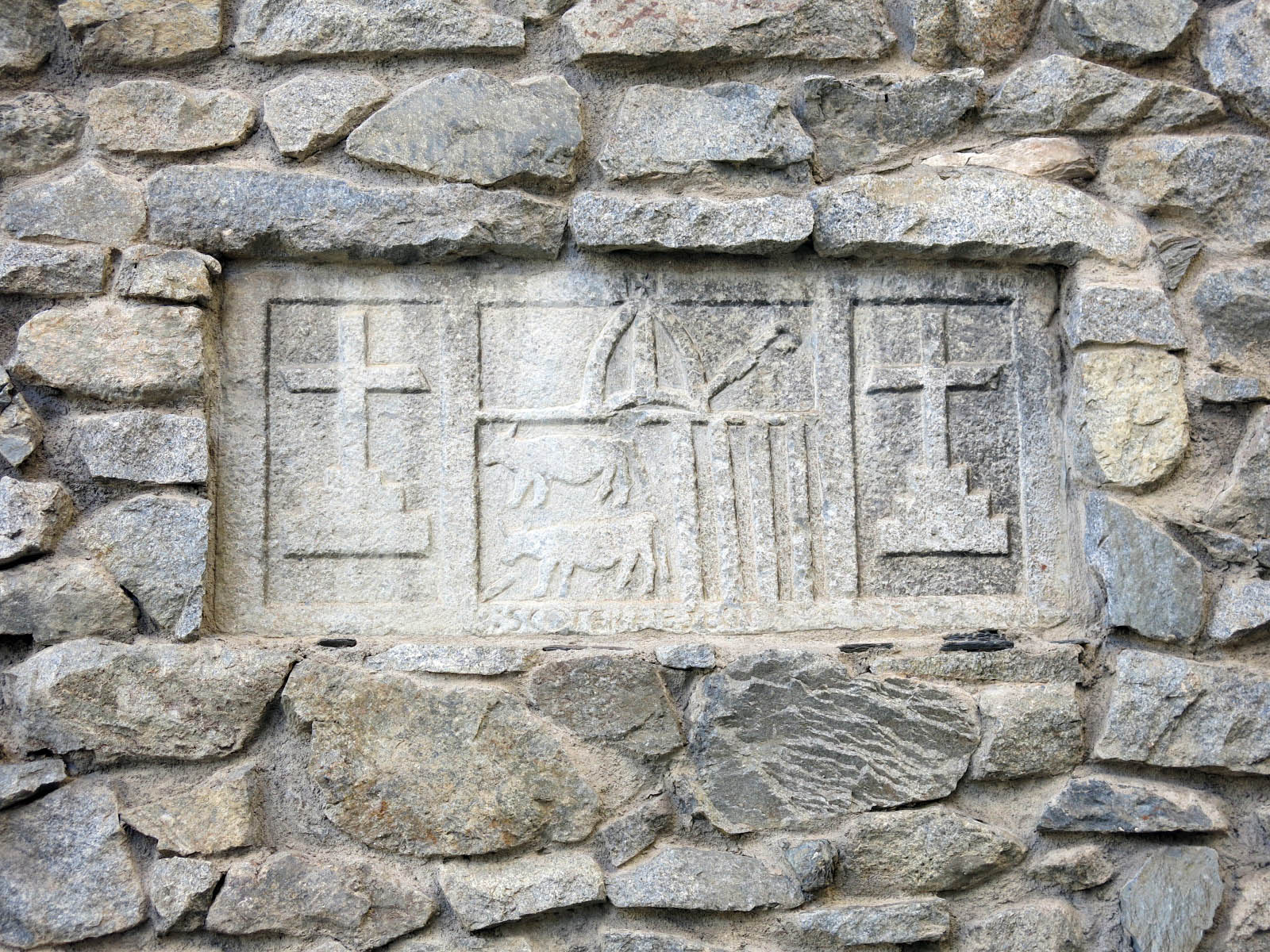
Escut medieval d'Andorra situat a la Casa de la Vall.

L'historiador Gaston Henry Aufrère esmenta que els colors de la bandera andorrana prenen finalment caràcter definitiu. Segons Gaston Henry, Napoleó hi va afegir el color blau per simbolitzar la pertinença d'Andorra al costat francès. Però, de la bandera, hi ha poca informació i són més les especulacions que les veritats.
Segons informacions publicades a la premsa, fins a l'any 1866 el país no tenia bandera i utilitzava una ensenya basada en els colors medievals catalans, verticalment o horitzontalment. Entre el 1866 i el 1931 es va establir com a bandera oficial que barreja els colors de la bandera francesa (blau) amb els colors catalans (vermell i groc). La premsa ha indicat que la versió vertical es presentava ocasionalment amb l'escut. Aquest també presentava variacions segons el fabricant. L'escut, a més, variava molt d'aquell que es pot observar a la Casa de la Vall. Un cop més, segons la premsa andorrana, del 1931 al 1939, la versió horitzontal es va utilitzar durant la República Espanyola perquè per als andorrans simbolitzava el sistema republicà (a Espanya la bandera republicana és horitzontal). Finalment fins a 1993 la bandera va ser utilitzada indistintament en els dos sentits sense o amb escut. Però amb l'arribada de la segona constitució (1994), el país va decidir mantenir els colors, sempre en vertical i introduir-hi un escut estandarditzat. Andorra va haver d'introduir-hi l'escut perquè els colors de la bandera eren exactament els mateixos que altres països.
Pel que fa al significat de l'escut, és l'únic apartat de l'origen de la bandera andorrana que està documentat i que es pot donar per vàlid. La part de dalt són els quarters del comte de Foix i bisbe d'Urgell, coprínceps d'Andorra. A la part de baix, els quarters representen la bandera catalana i el vescomtat de Bearn. En detall, el quarter de l'esquerra de la part de dalt representa el bisbat d'Urgell i el quarter de la dreta representa la bandera del comtat de Foix. La part de baix, pel seu costat, representa la bandera catalana pel que fa al quarter esquerre i el vescomtat de Bearn pel que fa al quarter dretà. L'aparició de la bandera catalana i el vescomtat de Bearn representen, tots dos, el poder patrimonial dels dos coprínceps. Per acabar, el lema escrit en llatí (la unió fa la força) representa el principi de trilateralitat, és a dir, dos coprínceps i una nació.

## Les guerres napoleòniques i Andorra
Les guerres napoleòniques es van traduir a la península Ibèrica del 1808 fins al 1814. Els francesos l'anomenen Campanya Francesa, els espanyols Guerra de la Independència Espanyola, els catalans Guerra del Francès i els portuguesos Guerra Peninsular. Si tots bàndols hi donen el seu propi nom és perquè va tenir repercussions a tots indrets, a Andorra inclosa. Però sobretot, evidencia l'arribada del nacionalisme perquè cada nació hi dona la seva pròpia visió. Bonaparte va annexionar-se Catalunya i Andorra. Formava part del “projecte d'annexió de nous territoris a l'imperi napoleònic”. L'Europa que va caure sota les seves mans va gestionar-se de tres maneres:
- les possessions directes (és el cas d'Andorra i Catalunya),
- les possessions gestionades per membres de la seva família (Castella)
- les possessions aliades.

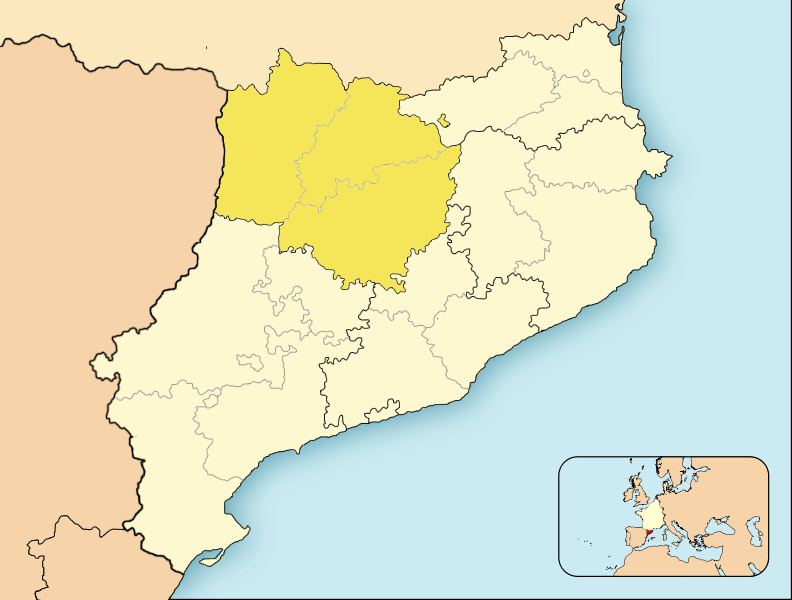
Andorra en l'Imperi Napoleònic (1812-1814).
Departament del Segre (Département du Sègre)

Com que França va quedar dividida en departaments arran de la revolució francesa, les annexions anaven acompanyades d'un redisseny territorial. L'Europa napoleònica va redibuixar-se en 130 departaments. Andorra va incorporar-se al Departament del Segre; que alhora formava part dels 4 departaments catalans (Segre, Ter, Montserrat i Bloques de l'Ebre). Dins del Segre, Andorra estava integrada en el districte de Puigcerdà. El país va perdre així la seva independència mentre durà la guerra. Al final de la guerra, quan Ferran VII d'Espanya retorna al tron, els andorrans s'adrecen a la monarquia espanyola perquè li confirmi els privilegis. L'any 1817, mitjançant un reial ordre, el comerç andorrà va restablir-se i es va desbloquejar la situació creada per la guerra. És a dir, Andorra tornava a tenir doncs dos documents que reconfirmaven la retòrica dels pariatges: decret de Napoleó i el reial ordre espanyol.

### Les Guerres Carlines i Andorra
Les guerres carlines són tres guerres civils que es van donar a Espanya a principis del segle xix i que van tenir com a objecte dos models: el liberalisme i l'absolutisme. S'afrontaven els partidaris de la filla de Ferran VII, Isabel II, que volia el liberalisme i els partidaris del seu germà Carles, que defensaven l'absolutisme. Espanya continuà considerant Andorra territori espanyol durant aquest conflicte. Els andorrans continuaren considerant Andorra un país a part. França continuà considerant Andorra com a territori francès. A més a més, les guerres carlines no van millorar la situació. El regne hispànic continuà la política centralitzadora i això creà sollevaments traduïts en el bàndol carlista. Els andorrans donaren suport al carlisme perquè això permetia evitar que Espanya es fes amb el territori andorrà. França ajudà Andorra sempre que entre París i Madrid no hi hagués un règim liberal. La primera guerra carlina (guerra dels set anys) va ser la que més conseqüència va portar per al país. La presència de refugiats carlins a Andorra va fer que el govern de Madrid enviés un comissionat de la reina Isabel II. El comissionat va començar a qüestionar la sobirania andorrana, a més d'enviar tropes a la recerca de refugiats. L'any 1834 el Consell General va ser obligat a signar un conveni amb un representant del govern espanyol en el qual s'estableix que Andorra no podia allotjar ni ajudar a cap refugiat sigui de quin bàndol sigui. La segona guerra carlina (guerra dels matiners) va comportar el pas de les tropes carlines per Andorra des del sud de França. El govern de Madrid va ordenar el bloqueig de la frontera i va imposar al Consell General una sanció econòmica dura.

### Seglexix
- Peruga Guerrero, Joan. Govern d'Andorra. La crisi de la societat tradicional (S. XIX).  Editorial Andorrana, 1998, p. 95 (Història, Geografia i Institucions d'Andorra). ISBN 99920-0-186-0.
- Àrea de Recerca Històrica del Govern d'Andorra. Crèdit Andorrà. La casa d'Areny-Plandolit: de casa pairal a casa noble.  Encamp (Andorra): Impremta Envalira, 2006, p. 52. ISBN 99920-0-430-4 [Consulta: 29 gener 2015]. Arxivat 2015-09-23 a Wayback Machine.
- Ministeri d'Educació, Joventut i Esports. Govern d'Andorra. La crisi de la societat tradicional del segle XIX, 1996, p. 4.

### General
- Armengol Aleix, Ester. Andorra: un profund i llarg viatge.  Govern d'Andorra, 2009. ISBN 978-99920-0-549-1.
- Guillamet Anton, Jordi. Andorra: Nova aproximació a la història d'Andorra.  Revista Altaïr, 2009. ISBN 978-84-936220-4-6.
- Jordi Planellas. Història Digital d'Andorra.  Aloma Editors, 2013. ISBN 978-99920-66-02-7.

### Edat Moderna
- Llop Rovira, Marta. Govern d'Andorra. L'Edat Moderna a Andorra (S. XVII al xviii).  Editorial Andorrana, 1998, p. 8, 9 (Història, Geografia i Institucions d'Andorra). ISBN 99920-0-185-2.
- Jacinto Bonales Cortés. Comú d'Encamp. La Solana d'Andorra: un conflicte mil·lenari pel control dels recursos naturals.  Editorial Andorrana, 2003, p. 1, 2. ISBN 99920-1-501-2.
- Xavier Rull. El parlar d'Andorra dels segles xvii i xviii.  Premsa Andorrana, SA, 2007, p. 120. ISBN 978-99920-0-584-2.